# Санто Стефано ди Сесанио
Санто Стѐфано ди Сеса̀нио (на италиански: Santo Stefano di Sessanio) е село и община в Южна Италия, провинция Акуила, регион Абруцо. Разположено е на 1251 m надморска височина. Населението на общината е 117 души (към 2010 г.).